# Telmana (oblast de Léningrad)
Telmana (en russe : Те́льмана) est une ville de l'oblast de Léningrad, en Russie. Se situant dans le raïon de Tosno, il fait partie de l'établissement urbain de Telmana. Elle a obtenu le statut de ville le 26 mai 2024, soit la plus récente de l'oblast. Sa population s'élevait à 23 986 habitants en 2021.    

## Géographie
Telmana est située dans l'oblast de Léningrad, un sujet de Russie européenne qui fait partie du district fédéral du Nord-Ouest. La localité se trouve dans le raïon de Tosno, une des raïons de l'oblast. Il fait partie de l'établissement urbain de Telmana, une municipalité du raïon. Elle se situe au sud de Saint-Pétersbourg, faisant partie de sa banlieue.
Telmana, comme tout l'oblast de Léningrad, est située dans le fuseau horaire MSK (heure de Moscou). Le décalage horaire appliqué par rapport au temps universel coordonné est +03:00.

## Histoire
Le village est mentionné comme village de Kolonistov sur la carte du gouvernement de Saint-Pétersbourg de 1792 par Alexandre Mikhaïlovitch Vilbrecht.
Le 26 mai 2024, l'établissement rurale de Telmana a été transformée en établissement urbain de Telmana et le village de Telmana en ville de Telmana.

## Démographie
Recensements (*) et estimations de la population,:
| 1838 | 2002* | 2010* | 2021*  |
| ---- | ----- | ----- | ------ |
| 574  | 5 807 | 8 757 | 23 986 |

## Transports
La route fédérale M10 et l'autoroute à péage M11 (les deux Moscou - Saint-Pétersbourg) passent au sud-ouest de la ville.